# ستاره (فیلم ۲۰۰۲)
«ستاره» (روسی: Звезда) یک فیلم است که در سال ۲۰۰۲ منتشر شد. فیلمی روسی به کارگردانی نیکولای لبدف، پروژه بزرگ مدرن موس‌فیلم. این بر اساس داستان کوتاهی به همین نام نوشته امانویل کازاکویچ، دربارهٔ گروهی از پیشاهنگان شوروی است که در طول عملیات باگراتیون در جنگ جهانی دوم در پشت خطوط دشمن کار می‌کنند.